# Keriya (Fluss)
Der Keriya (chinesisch 克里雅河, Pinyin Kèlǐyǎ Hé) ist ein Fluss im Gebiet Xinjiang im Westen der Volksrepublik China.
Der Keriya entspringt im Kunlun-Gebirge. Er durchschneidet dieses in nördlicher Richtung und erreicht schließlich das endorheische Tarimbecken. Einzige größere Stadt am Flusslauf des Keriya ist Keriya, Verwaltungszentrum des Kreises Keriya. Der 530 km lange Fluss ist wichtig für die Bewässerung. Mehrere historisch bedeutende Oasen liegen an seinem Flusslauf. Das Einzugsgebiet umfasst 7358 km².
Der mittlere Abfluss am Pegel bei der Stadt Keriya beträgt 22,6 m³/s. Der maximale gemessene Abfluss liegt bei 780 m³/s, der niedrigste bei Null.
Der Keriya verläuft in einer sehr ariden Region. Der Abfluss ist stark vom Schmelzwasser der Gletscher abhängig, die einen Anteil von 71 % zur jährlichen Abflussmenge beitragen. Weitere 20 % stammen vom Grundwasser. Lediglich 9 % kommen direkt vom Niederschlag. Die höchsten Abflüsse weist der Keriya gewöhnlich im September auf.
Es gibt geschichtliche Erzählungen, die darauf hindeuten, dass der Keriya noch 200 v. Chr. den Tarim-Fluss erreichte.